# ماكجرو هيل التعليم
مؤسسة ماكجرو هيل التعليمية (بالإنجليزية: McGraw-Hill Education (MHE))‏، شركة تعليمية أمريكية تصنف واحدة من الشركات الثلاثة الكبرى في نشر المحتوى التعليمي، والبرامج والخدمات المخصصة لمرحلة ما قبل الروضة مرورا بالتعليم الأساسي وحتى الدورات التعليمية لمرحلة ما بعد التخرج والدراسات العليا. توفر الشركة أيضا منشورات مرجعية وتجارية للمهن الطبية، والتجارية والهندسية.
تعمل الشركة حاليا في 28 دولة تقريبا، ولديها أكثر من 5,000 موظف على مستوى العالم، وتقدم منتجات وخدمات لأكثر من 135 دولة بأكثر من 60 لغة.
كانت الشركة في السابق قسما داخليا في مجموعة شركات ماكجرو هيل، أعيد تسميتها لاحقا إلى ماكجرو هيل فاينانشال، وتعرف حاليا باسم إس أند بي جلوبال. في مارس 2013، استحوذت شركة أبولو العالمية على الشركة مقابل 2.4 مليار دولار نقدا.
مع تزايد الطلب على تكنولوجيا الفصول الدراسية، بدأت ماكجرو هيل في تقديم المنتجات الرقمية جنبًا إلى جنب مع منتجات الطباعة التقليدية. في السنوات الأخيرة، إزدادت سرعة هذا التحول بصورة ملحوظة مع زيادة التركيز على تطوير أنظمة التعلم التكيفية التي تمكن التدريس في الفصل الدراسي من الاقتراب من التفاعل الفردي بين الطالب والمعلم.
تسمح هذه الأنظمة بالتعلم المخصص الذي يقيم مستوى مهارة كل طالب ويستخدم البيانات لتحديد كيفية تقدم كل طالب من خلال الدروس بشكل أكثر فعالية. توفر ماكجرو هيل الآن منتجات وخدمات رقمية لأكثر من 11 مليون مستخدم على أكثر من 1,500 منتج تكيفي في التعليم العالي والتنسيقات الرقمية لبرامج كيه-12 الرئيسية.

## التاريخ
في عام 1888، تأسست ماكجرو هيل بعد شراء ماكجرو، مؤسس مشارك للشركة، المجلة الأمريكية لأدوات السكك الحديدية. بدأ بعدها بتنويع مواضيع المنشورات كخطوة أولية لإنشاء شركة ماكجرو للنشر والتي نجح فيها في عام 1899. بينما نجح مؤسسه المشارك، جون إيه هيل في تأسيس شركته الخاصة باسم ذا هيل للنشر في عام 1902
في عام 1909، أعلن الرجلان تحالفهما ودمجا أقسام الكتب في شركات النشر الخاصة بهما في شركة ماكجرو هيل. شغل جون هيل منصب الرئيس في الشركة الجديدة، بينما شغل جيمس ماكجرو منصب نائب الرئيس. شهد عام 1917 دمج الأجزاء المتبقية من كل عمل تجاري خاص بالشركتين.
في عام 1946، أسست ماكجرو هيل قسم للأفلام التعليمية. وفي عام 1972، استحوذت على شركة كونتمبروري وشركة سي أر إم في عام 1975 التي جمعت فيها جميع أفلامها في عام 1978 قبل أن تبيعها في عام 1987.
في عام 1979، اشترت مجموعة ماكجرو هيل مجلة بايت من فيرجينيا ويليامسون، التي أصبحت بعد ذلك نائبا لرئيس مجلس إدارتها. في عام 1986، اشترت ماكجرو هيل شركة ذا إيكونمي التعليمية، شركة منافسة لها وكانت آنذاك أكبر ناشر للمواد التعليمية في البلاد. جعلت عمليات الاستحواذ السابقة مجموعة ماكجرو هيل أكبر ناشر للمواد التعليمية في الولايات المتحدة.
في عام 1988، أعلنت شركة ماكجرو هيل إغلاق قسم الدفاتر التجارية.
في عام 1995، أعلنت شركة ماكجرو هيل للنشر إعادة تسمية الشركة إلى شركات ماكجرو هيل كجزء من إستراتيجية تغيير العلامة التجارية.
في عام 2004، باعت شركات ماكجرو هيل قسم نشر الأطفال الخاص بها إلى سكول سبيشيالتي. في عام 2007، أطلقت المجموعة شبكة رقمية خاصة بدراسة الطلاب عبر الإنترنت، تحت نطاق GradeGuru.com. ساهمت تلك العملية في خلق طريق للتواصل مع العملاء النهائيين، الطلاب وأولياء الأمور. في 29 أبريل 2012، أغلق الموقع.
في عام 2008، استحوذت المجموعة على شركة ريفيل ماث. في 3 أكتوبر 2011، أعلنت مجموعة سكريبس عن نيتها في شراء جميع المحطات التلفزيونية السبع الخاصة بقسم البث في مؤسسة ماكجرو هيل في صفقة بقيمة 212 مليون دولار. وافقت مؤسسة ماكجرو هيل على الصفقة لعزمها الخروج من مجال صناعة البث التلفزيوني والتركيز على خصائصها الأسياسية الأخرى. في 31 أكتوبر وافقت لجنة التجارة الفيدرالية على الصفقة بينما وافقت لجنة الإتصالات الفيدرالية في 29 نوفمبر. في 30 ديسمبر 2011، أعلنت مؤسسة ماكجرو هيل ومجموعة سكريبس عن اتمام الصفقة.
في 26 نوفمبر 2012، أعلنت مجموعة ماكجرو هيل عن نيتها في بيع القسم التعليمي بالكامل إلى أبولو جلوبال مقابل 2.5 مليار دولار أمريكي. في 22 مارس 2013، أعلنت المجموعة عن اتمام البيع في صفقة بقيمة 2.4 مليار دولار نقدا.
في عام 2012، استحوذت مجموعة ماكجرو هيل على مجموعة ريد بيرد التعليمية، كما استحوذت في عام 2013، على شركة أليكس. في عام 2014، صرحت ماكجرو هيل التعليمية فرع الهند بعقد شراكة بينها وبين لجنة المنح الجامعية- الطامحين في اختبار الأهلية الوطنية للترويج لدورات التعلم عبر الإنترنت.
في 30 يونيو 2015، أعلنت شركة ماكجرو هيل التعليمية أن مؤسسة التعرف على البيانات (DRC) قد وافقت على الحصول على «الأصول الرئيسية» لأعمال التقييم. في عام 2016، أعلنت المؤسسة استحواذها على شركة إيفري داي ماثماتيكس. كما استحوذت في عام 2017 على شركة ماي ماث.
في 11 مايو 2017، أعلنت مجموعة ماكجرو هيل عن بيه الأعمال التجارية لشركة ماكجرو هيل رايرسون، تعرف أيضا باسم مطبة رايرسون، إلى الناشر التعليمي الكندي نيلسون.
في 1 مايو 2019، أعلنت الشركة عن اتفاقية للاندماج مع سينجاج. كان من المتوقع أن تحتفظ الشركة المندمجة باسم الشركة ماكجرو هيل كاسم لها. لم يستمر الاندماج طويلا، ففي 1 مايو 2020، ألغي الاندماج. في عام 2019، استحوذت الشركة على مشروع رياضيات الكوربلاس. في عام 2020، أصبحت الشركة موزعا معتمدا للرياضيات التوضيحية.

## تنظيم الشركات
تشمل قطاعات التشغيل في مؤسسة ماكجرو هيل ما يلي:
- ماكجرو هيل مرحلة ما قبل الروضة: قسم يهتم بتطوير المناهج والمحتوى التعليمي لمرحلة ما قبل الروضة والطفولة المبكرة، والتعليم الأساسي وتعليم الكبار.
- ماكجرو هيل للتعليم العالي: قسم يهتم بتطوير المناهج والمحتوى التعليمي لمرحلة ما بعد الثانوية.
- ماكجرو هيل بروفيشنال: قسم يهتم بتطوير المناهج والمحتوى التعليمي لمرحلة ما بعد التخرج والدراسات العليا.
- ماكجرو هيل انترناشونال: قسم يهتم بتطوير المناهج والمحتوى التعليمي للطلاب خارج الولايات المتحدة.

عززت ماكجرو هيل تواجدها أيضا في آسيا، وأستراليا، وكندا، وأوروبا، والهند، وأمريكا اللاتينية.
في عام 2013، صرحت مؤسسة ماكجرو هيل على كامل الاسهم في مشروع تاتا ماكجرو هيل للتعليم الخاص، مشروع مشترك طويل الأمد للشركة مع مجموعة تاتا في الهند. تعرف الشركة في الهند الآن باسم ماكجرو هيل.

## عمليات الاستحواذ
خلال رحلتها توسعت مؤسسة ماكجرو هيل لتصبح واحدة من أكبر ثلاث شركات نشرا للمحتوى التعليمي في الولايات المتحدة. كما دخلت مجالات أخرى مثل الخدمات المالية (بعد شرائها شركة ستاندر أند بور في عام 1966)، وخدمات البث (بعد شرائها تايم- لايف عام 1972). والعديد من عمليات الاستحواذ الكبيرة الأخرى خصوصا بعد استحواذ مجموعة أبوللو جلوبال عليها في عام 2013.
| تاريخ الإستحواذ | الشركة | الصناعة                               |
| --------------- | --- | ------------------------------------- |
| 1920            | شركة نيوتن فولز للورق | مصنع ورق                              |
| 1928            | شركة شو | ناشر للمجلات والكتب المدرسية          |
| 1950s           | شركة جريج | ناشر للكتب الدراسية المهنية           |
| 1953            | شركات وارن سي بلاتس، بما فيهم شركة بلاتس                                                                                 | ناشر معلومات عن الصناعة البترولية     |
| 1954            | بلاتسون من دابلداي | ناشر كتب طبية                         |
| 1961            | مؤسسة إف دبليو دودج | ناشر معلومات عن الهندسة المدنية       |
| 1965            | مكتب اختبار كاليفورنيا                                                                                                   | مطور أنظمة الاختبارات التعليمية       |
| 1966            | ستاندرد آند بورز | خدمات مالية                           |
| 1966            | اقتباسات شيبرد | ناشر قانوني                           |
| 1968            | المعهد الوطني للإذاعة | مدرسة المراسلة                        |
| 1970            | مطبعة رايرسون | النشر التربوي والتجاري                |
| 1972            | محطات تايم لايف | الإذاعة                               |
| 1979            | كتب أوزبورن | النشر التربوي والتجاري                |
| 1986            | شركة ذا ايكونمي | النشر التعليمي                        |
| 1988            | مدارس وكليات راندوم هاوس                                                                                                 | النشر التعليمي                        |
| 1993            | مجموعة شركات ماك ميلان بما في ذلك هيئة البحوث العلمية                                                                    | النشر التعليمي                        |
| 1996            | شركة تايمز ميرور التعليم العالي بما في ذلك وليام سي براون، ريتشارد دي ايروين، ايروين الفنية، كلية موسبي وبراون وبنش مارك | النشر التعليمي                        |
| 1997            | مجموعة مكروبال المحودة                                                                                                   | خدمات مالية                           |
| 1999            | أبليتون ولانج من شركة بيرسون                                                                                             | نشر معلومات طبية                      |
| 2000            | شركة تريبيون التعليمية                                                                                                   | ناشر مواد تعليمية تكميلية             |
| 2000            | شركة مايفيلد للنشر | ناشر كتب العلوم الإنسانية والاجتماعية |
| 2002            | صحافة الجامعة المفتوحة                                                                                                   | مطبعة جامعية، مطبوعات أكاديمية        |
| 2005            | مؤسسة جي دي باور | مزود معلومات تسويق                    |
| 2013            | كيه كيركيولم | شركة تكنولوجيا                        |
| 2013            | أليكس | شركة تعليم تكيفي                      |
| 2014            | اريا 9 | شركة تعليم تكيفي                      |
| 2014            | إن جراد | نظام إدارة التعلم                     |
| 2016            | برنامج التعليم للشباب الموهوبين                                                                                          | شركة تعليم تكيفي                      |

## الرؤساء
- جون إيه هيل (في الفترة ما بين عامي 1909-1917)
- جيمس إتش ماكجرو (في الفترة ما بين عامي 1917-1928)
- جوناثان هيفلين (في الفترة ما بين عامي 1928-1948)
- جيمس ماكجرو الابن (في الفترة ما بين عامي 1948-1950)
- كيرتس دبليو ماكجرو (في الفترة ما بين عامي 1950-1953)
- دونالد سي ماكجرو (في الفترة ما بين عامي 1953-1968)
- شيلتون فيشر (في الفترة ما بين عامي 1968–1974)
- هارولد ماكجرو الابن (في الفترة ما بين عامي 1974-1983)
- جوزيف ديون (في الفترة ما بين عامي 1983-1998)
- هارولد دبليو ماكجرو الثالث (في الفترة ما بين عامي 1998-2013)
- باز واترهاوس (في الفترة ما بين عامي 2013-2014)
- ديفيد ليفين (في الفترة ما بين عامي 2014-2017)
- باز واترهاوس (في الفترة ما بين عامي 2017-2018)
- الدكتورة نانا بانيرجي (في الفترة ما بين عامي 2018-2019)
- سيمون ألين (2019 حتى الآن)

## الخلافات
في عام 1980، دفعت مؤسسة ماكجرو هيل للكاتب الأمريكي من أصل أفريقي وناشط الحقوق المدنية جيمس بالدوين مبلغ 200,000 دولار مقدمًا عن كتابه غير المكتمل تذكر هذا البيت، وهو مذكرات ذكرياته الشخصية لقادة الحقوق المدنية ميدغار إيفرز، ومالكوم إكس، ومارتن لوثر كينغ جونيور. بعد وفاته، رفعت الشركة دعوى قضائية ضد تركته لاستعادة السلفة التي دفعتها له مقابل الكتاب غير المكتمل. أسقطت الشركة الدعوى في عام 1990، بدعوى الرغبة في عدم التسبب في محنة لعائلة بالدوين.
في أكتوبر 2015، اتُهمت مؤسسة ماكجرو هيل بتبييض التاريخ بعد أن نشرت تعليقًا في كتاب جغرافيا يشير إلى العبيد الأمريكيين على أنهم «عمال». اعتذرت الشركة بسرعة، وقامت بتحديث النسخة الرقمية من المواد، وقدمت نصوصًا بديلة للمدارس مجانًا.

## وصلات خارجية
- لا مزيد من أقلام الرصاص، لا مزيد من الكتب- سليت
- ماكجرو هيل يقول إن المبيعات الرقمية تفوقت على الطباعة لأول مرة- شيكاغو صن تايمز
- إطلاق تطبيق ماكجرو هيل للتعليم
- تغطية إعلامية داخل ماكجرو هيل التعليم.